# Lassine Diarra
Lassine Diarra (Bamako, 11 novembre 2001) è un calciatore maliano, portiere dell'Olympique Lione 2.

## Carriera

### Club
Diarra è stato acquistato dal Châteauroux nel 2022, ed è stato assegnato alla seconda squadra in Championnat National 3. Nel 2023 è stato acquistato dall'Olympique Lione.

### Nazionale
Ha giocato nella nazionale maliana Under-23.
Nel 2024 è stato convocato dalla nazionale olimpica maliana per partecipare ai Giochi della XXXIII Olimpiade.

## Statistiche

### Presenze e reti nei club
Statistiche aggiornate al 27 aprile 2025.
| Stagione                 | Squadra                  | Campionato               | Campionato | Campionato | Coppe nazionali | Coppe nazionali | Coppe nazionali | Coppe continentali | Coppe continentali | Coppe continentali | Altre coppe | Altre coppe | Altre coppe | Totale | Totale | Totale |
| Stagione                 | Squadra                  | Comp                     | Pres       | Reti       | Comp            | Pres            | Reti            | Comp               | Pres               | Reti               | Comp        | Pres        | Reti        | Pres   | Reti   |        |
| ------------------------ | ------------------------ | ------------------------ | ---------- | ---------- | --------------- | --------------- | --------------- | ------------------ | ------------------ | ------------------ | ----------- | ----------- | ----------- | ------ | ------ | ------ |
| 2022-2023                | Châteauroux 2            | N3                       | 10         | -16        |                 | -               | -               | -                  | -                  | -                  | -           | -           | -           | 10     | -16    |        |
| 2023-2024                | Olympique Lione 2        | N3                       | 8          | -6         |                 | -               | -               |                    | -                  | -                  |             | -           | -           | 8      | -16    |        |
| 2024-2025                | Olympique Lione 2        | N3                       | 4          | -6         |                 | -               | -               |                    | -                  | -                  |             | -           | -           | 12     | -12    |        |
| Totale Olympique Lione 2 | Totale Olympique Lione 2 | Totale Olympique Lione 2 | 12         | -12        |                 | -               | -               |                    | -                  | -                  |             | -           | -           | 12     | -12    |        |
| 2024-2025                | Olympique Lione          | L1                       | 0          | 0          | CF              | -               | -               | UEL                | 0                  | 0                  |             | -           | -           | 0      | 0      |        |
| Totale carriera          | Totale carriera          | Totale carriera          | 22         | -28        |                 | -               | -               |                    | -                  | -                  |             | -           | -           | 22     | -28    |        |